# Sultanato de Angoche
```
   |-
       | 
Erro:
:  
valor não especificado para "
continente
"
```

O Sultanato de Angoche foi estabelecido em 1485 ao longo de um arquipélago na costa norte de Moçambique. Centrando-se nas cidades de Angoche e Moma, o Sultanato também tinha um número de territórios vassalos ao seu redor. Eles foram finalmente removidos do poder pelo governo colonial português em 1910.